# Grabówko, Zachodniopomorskie
Grabówko [ɡraˈbufkɔ] là một ngôi làng thuộc khu hành chính của Gmina Sianów, thuộc huyện Koszalin, Zachodniopomorskie, ở phía tây bắc Ba Lan. Nó nằm khoảng 11 kilômét (7 mi) phía đông bắc Sianów, 20 km (12 mi) phía đông bắc Koszalin và 155 km (96 mi) về phía đông bắc của thủ đô khu vực Szczecin.